# 王来生
王来生（Lai-Sheng Wang；1961年—），出生于中國河南省，是一位实验物理化学家，目前在布朗大学任教，以其对黄金金字塔（原子簇）和硼原子簇的研究而闻名。

## 生平
王来生1982年毕业于武汉大学，获得（化学）学士学位；1990年毕业于加利福尼亚大学伯克利分校，获得（化学）博士学位。之后，他在莱斯大学做博士后，直到1993年搬到华盛顿州里奇兰接受华盛顿州立大学和西北太平洋国家实验室的联合聘用。2009年，他搬到布朗大学任化学教授，教授物理化学。
他的女兒是ABC新聞記者王思琳（Selina Wang）。

## 科研
在整个学术生涯中，王来生主要是研究纳米团簇和气相溶液化学，专注于利用光电子能谱仪和计算技术研究纳米团簇的基本行为。王来生与他的研究小组发现了黄金巴基球和最小的黄金金字塔，以及硼的芳香性原子簇和平面原子簇。此外，他的研究小组也领先于气相的游离多电荷阴离子和溶液相分子的光谱研究，例如金属络合物，氧化还原物质，和生物相关的分子。他的研究小组还研发了离子阱技术来创建超冷阴离子，从而使对复杂分子进行高分辨率光电子能谱检测成为可能。
2014年，王来生研究组发现，B
36硼原子簇之结构不仅是可能的，而且是高度稳定的。根据其相对简单的光电子能谱（PES），可以推断出该原子簇是对称的。电中性的B
36是最小的具有六重对称性和完美空缺的硼簇，并且它也许能够作为组成（扩展）二维硼片的基本单元。
到目前为止，王来生发表了300多篇文献，在自然、科学、物理评论快报、應用化學（Angew. Chem.）及美国化学学会期刊等一流出版物上均有投稿。

## 荣誉与奖项
- 1996 CAREER Award, U.S. National Science Foundation[7]
- 1997 Westinghouse Distinguished Professor in Materials Science and Engineering, Washington State University[8]
- 1997 Alfred P. Sloan Research Fellow [8]
- 2003 American Physical Society Fellow [9]
- 2005 Distinguished Faculty Award, Washington State University[10]
- 2005 Guggenheim Fellowship [8]
- 2006 Humboldt Senior Research Award[11]
- 2007 Sahlin Faculty Excellence Award for Research, Scholarship and Arts, Washington State University[12]
- 2007 American Association for the Advancement of Science Fellow[13]
- 2014 Earle K. Plyler Prize for Molecular Spectroscopy[14]

## 所属协会
- 美國化學學會（ACS）[9]
- 美國物理學會（APS）[9]
- 美國科學促進會（AAAS）[9]
- 材料研究学会 （页面存档备份，存于）（MRS）[9]

## 引用和注释
1. ↑  . Casey.brown.edu.   [2013-11-20]. （原始内容存档于2014-02-09）.
2. ↑  . Brown University. 2014-01-27  [2013-03-09]. （原始内容存档于2014-01-30）.
3. ↑  . IEEE Spectrum. 2014-01-28  [2013-03-09]. （原始内容存档于2014-03-03）.
4. ↑  . Nature. 2014-01-20  [2013-03-09]. （原始内容存档于2016-01-30）.
5. ↑  . KurzweilAI.   [2014-02-05]. doi:10.1038/ncomms4113. （原始内容存档于2014-02-13）.
6. ↑  Zachary A. Piazza, Han-Shi Hu, Wei-Li Li, Ya-Fan Zhao, Jun Li, Lai-Sheng Wang. . Nature Communications. 2014-01-20, 5  [2018-04-02]. ISSN 2041-1723. doi:10.1038/ncomms4113 （英语）.
7. ↑  . Pnnl.gov. 2003-02-07  [2013-11-20]. （原始内容存档于2014-07-19）.
8. 1 2 3  . Pnnl.gov.   [2013-11-20]. （原始内容存档于2014-12-30）.
9. 1 2 3 4 5  . Research.brown.edu.   [2013-11-20].
10. ↑  . News.wsu.edu. 2005-04-29  [2013-11-20]. （原始内容存档于2014-12-30）.
11. ↑  Hatch, Sharon. . Researchnews.wsu.edu.   [2013-11-20]. （原始内容存档于2014-04-17）.
12. ↑  . Pnnl.gov. 2007-02-18  [2013-11-20]. （原始内容存档于2014-12-30）.
13. ↑  . Brown.edu.   [2013-11-20].
14. ↑  . Aps.org. 2013-04-16  [2013-11-20]. （原始内容存档于2014-02-19）.